# 機動戦士ガンダム シルエットフォーミュラ91
『機動戦士ガンダム シルエットフォーミュラ91』（きどうせんしガンダム シルエットフォーミュラきゅうじゅういち）は、「ガンダムシリーズ」の一つ。1992年に発表された模型（ガンプラ）、漫画、小説などの各媒体で展開されたメディアミックス作品である。プラモデルの正式名称は『機動戦士ガンダム シルエットフォーミュラ91 IN U.C.0123』。
『機動戦士ガンダムF91』及び『機動戦士Vガンダム』に対するモビルスーツバリエーションの一つにあたる。全二章からなる作品で、第一章はF91単体の外伝作品として展開されていたが、第二章ではF91とVガンダムの中間が意識されている。

## 概要
作品の位置づけとしては『F91』前後のエピソードといえ、バンダイホビー事業部で企画、大まかなストーリー構成を起こし、それを当時のサンライズ企画室だった井上幸一と詰めていった。メカニックデザインを大河原邦男、キャラクターデザインは『機動戦士ガンダムF91』の作画監督を務めた小林利充が担当するなど、『機動戦士ガンダムF90』に続き、メディアミックス作品としてアニメ制作に近い形で企画が進められた。プラモデル展開を主軸としたため、全体としてメカにフィーチャーした企画となっている。
映像化されていないシリーズを盛り上げるため、書籍での展開と並行してユーザーの想像力の喚起と作品世界の補完を目的にプラモデルの説明書上で多くの設定解説が行われており、こうしたスタイルは後のプラモデルシリーズ『マスターグレード』シリーズの説明書における機体解説の原型となった。
主な物語は二部構成となっており、アナハイム・エレクトロニクス社がサナリィに奪われた主力MS開発企業の座を取り戻すべく暗躍する『シルエットフォーミュラプロジェクト』および『ゼブラゾーン事件』を描いた第一部、連邦軍のウォルフ・ライル少尉がサナリィからの命を受け様々なミッションをこなす短編ストーリーの第二部となる。

## 第一章 シルエットガンダム編
通常、『機動戦士ガンダム シルエットフォーミュラ91』といえばこちらを指すことが多い。バンダイ出版課（後にメディアワークスに移管）の漫画誌『 MS SAGA』にて漫画が、バンダイホビー事業部の雑誌『模型情報』で小説が連載された。漫画版は後にメディアワークスで単行本化されているが、連載版と単行本版ではラストシーンが異なる。また、ホビージャパンの雑誌『ホビージャパン』において『F91-MSV』のタイトルで模型連載が行われた。

### 物語
サナリィ製小型モビルスーツに後れを取ったアナハイム・エレクトロニクスは、失地回復のため、非合法諜報活動を含む新型モビルスーツ開発計画「シルエットフォーミュラプロジェクト」 (SFP) を極秘裏に発足。地球連邦軍パイロットであるトキオ・ランドールは、これにより完成した3機の試作機の一つRXF-91シルエットガンダムのテストパイロットとしてアナハイム試験艦ブレイウッドに派遣され、月の裏側の暗礁宙域・ゼブラゾーンでの実動試験に参加することになる。
数ヶ月に及ぶスケジュールも残すところ後一週間と迫った、宇宙世紀0123年2月18日。トキオ搭乗のシルエットガンダムとケビン・フォレスト搭乗のRGM-111ハーディガンは、模擬戦中に所属と機種不明のモビルスーツと遭遇し、攻撃を受け交戦に入ってしまう。

#### ゼブラゾーン事件
宇宙世紀0123年2月18日、アナハイム・エレクトロニクス社が開発したシルエットガンダムの機動テストをゼブラゾーンにて極秘裏に行っていた試験艦ブレイウッドの所属MSが、所属不明の部隊（クロスボーン・バンガードのダーク・タイガー隊）と接触・交戦したのを皮切りに発生した一連の事件。ネオ・ジオン残党の掃討作戦にまで発展した紛争は、ダーク・タイガー隊の事実上の壊滅、地球連邦軍の戦艦エイジャックスの轟沈という結末を招いた。
後にこの事件は、地球連邦軍の一部の官僚とクロスボーン・バンガードのジレ・クリューガー大佐によって仕組まれていた事が明らかになった。最終的には双方の共謀で、連邦軍のバズ・ガレムソン大佐率いるエイジャックスの部隊に、ブレイウッドとダーク・タイガー隊を始末させる手筈になっていた。しかし、ネオガンダム2号機をブレイウッドのメンバーに奪取されるなど、予想以上の抵抗に遭い、計画は頓挫。同年2月23日、ガレムソンは戦死し、エイジャックスは轟沈するなど、連邦軍の部隊は殆ど全滅した。
漫画版ではその後事件はアナハイム・エレクトロニクス上層部により事故として処理され、隠蔽されたことが示唆されている。
コスモ・バビロニア建国戦争が勃発したのは、事件終息からわずか3週間後のことであった。

### 主な登場人物
声優は『SDガンダム GGENERATION』シリーズのものである。

#### アナハイム・エレトロニクス社
トキオ・ランドール
声：中原茂
連邦軍よりアナハイム・エレクトロニクス (AE) 社へ出向しているテストパイロット。21歳。ガレムソンの元・部下。コロニー出のおぼっちゃんであるらしい。
搭乗機体はシルエットガンダム、ネオガンダム。
本編より3年前にネオ・ジオン残党狩りはすでに禁止されていたにも関わらず、ガレムソンはそれを喜々として指揮した。それはトキオから見れば任務でなくただの人殺しであったため、彼はネオ・ジオン残党狩りを拒み営倉入りになった過去がある。
モビルスーツのパイロットとしては非常に優秀で、MACSSを全てカットして機動特性が不安定なほど機敏な状態になったシルエットガンダムを乗りこなしクロスボーンを撃退した。また、シルエットガンダム搭乗中、エイジャックス内のアイリスの危機を感じ取る等、ニュータイプの素養をのぞかせる事もあった。
ガレムソンとの一件の後、政府や軍の方針に嫌気が差して軍を辞める。
アイリス・オーランド
声：深見梨加
「アイスドール」の異名を持つシルエットガンダム担当のエンジニア。20歳。
若いながらもクールでインテリなプロフェッショナルだが、意外と年頃の可愛げのある部分をもっており、レイラの両親が連邦軍人に殺されたことを聞いた際には涙を流しながら彼女を抱きしめるなど、包容力のある面ももつ。血を見ると気を失う。
トキオがネオガンダム2号機を奪取した後は複座で彼の操縦をサポートし、エイジャックス撃破、ガレムソンが駆るネオガンダム1号機の攻略を手助けする。
ウィリアム・C・オーランド
回想に登場。アイリスの父であり、MSのテスト・パイロットで、階級は大尉。テスト中の事故で死亡。フルネームは小説版による。
漫画版では、アイリスの9歳の誕生日である0112年2月、北アメリカでジェガンの改良型であるファイアボールのテスト中に機体が暴走し、爆発に巻き込まれる。
小説版（『エムジェイ』1992年7月号掲載の第2章「陽動」）では、AE社専属のテスト・パイロットで、0090年代末以降は上級テスト・パイロットとして、ジェガンのJ型・M型・R型をはじめヘビーガンの実用試験でも大いに貢献している。彼の誕生日であり、アイリスも9歳になったばかりの0111年6月20日、試作機MSA-0120のテスト中に事故で死亡。漫画『機動戦士ガンダムF90 ファステストフォーミュラ (F90FF)』ではこちらの設定が踏襲され、搭乗していたMSA-0120は1号機とされた。
ケビン・フォレスト
声：難波圭一
ブレイウッドの若きテストパイロット。19歳。連邦軍で訓練を受けた過去があるが、かなりの軍人嫌い。しかしトキオだけはその限りではない。
最初はクロスボーン・バンガードとの戦いに恐怖していた。天才的な操縦技術に長けているとされるが、漫画版では戦闘において目立った活躍はできなかった。
搭乗機体はハーディガン。
カール・シュビッツ
声：大川透
ブレイウッドのベテランテストパイロット。52歳。実は30年前の若い頃にネオ・ジオンの兵士としてギラ・ドーガに搭乗し戦っている。『F90FF』では、シャアの反乱(第二次ネオ・ジオン抗争)時にギラ・ドーガで地球に降下しようとするアクシズを押し戻すことに参加している（当時の階級は曹長、22歳）。
搭乗機体はGキャノン・マグナ。
アイトール・ホルスト
声：牛山茂
元・連邦軍軍人（階級は大佐）。55歳。ブレイウッドの艦長を務める。
小心とも取れるほど慎重派だが、時として大胆な行動を取ることも出来る。
この時代の連邦軍人としてはまともな思考の持ち主であると言える。
アルバート・エルゼナー
声：大山高男
ブレイウッドのチーフエンジニア（技士長）。42歳。
アイリスの父とも懇意であり、彼の死後はアイリスの父親代わりとなっていた。
MSから戦艦まで取り扱えるほどの博識。

#### 地球連邦軍
バズ・ガレムソン
声：池田勝
第306部隊の隊長で、階級は大佐。35歳。陰湿かつ残忍な性格。第306部隊の旗艦であるラー・カイラム級機動戦艦「エイジャックス」の艦長も兼任している他、ネオガンダムの1号機に搭乗するMSパイロットでもある。
3年前はトキオも所属する特務部隊の隊長で（当時はまだ大佐ではない）、既に禁止されていたネオ・ジオン残党狩りを自身の快楽のために行い、それを拒否したトキオを蔑む。ゼブラゾーンでも、残党狩りの名目でレイラの両親を殺害する。
トキオのパイロットとしての腕は認めているようで、原隊復帰させてネオガンダムのパイロットを務めさせようとする。
『F90FF』では、月参謀本部が認定したニュータイプ適性者として、0116年に第106守護中隊から特務部隊「ファステストフォーミュラ (FF)」へ編入される。当時は27歳、階級は大尉。コード・ネームはF002で、F80に搭乗予定だったが不具合で到着が遅れるためGキャノンに搭乗して演習に参加する。その後、同機を専用機にカスタマイズして実戦参加する。しかし実態はカロッゾ・ロナと裏で繋がっていた。
リディア・ドーフマン
声：天野由梨
第306部隊の副長で、階級は大尉。女性。ガレムソンの忠実な部下で、冷静沈着。
本作ではファミリー・ネームのみであったが、『F90FF』でフル・ネームが明らかになった。0116年時は25歳、階級は中尉で、FF隊の新たな母艦となる「エイジャックス」の副長を務める。
ウェンツェル
階級は大佐。ガレムソンに命令を下していた黒幕の一人。
アナハイム、サナリィはおろかクロスボーン・バンガードともパイプを持つ。

#### クロスボーン・バンガード
シェルフ・シェフィールド
声：稲葉実
クロスボーン・バンガードのMS部隊、ダーク・タイガー隊の指揮官。23歳。「焔の虎」の異名を持つエースパイロットでもある。
厳格であるが指揮官としては優秀な能力を持ち、部下想いでもある。ザビーネ・シャルの竹馬の友。
モーリス・オバリー
声：野島裕史
ダーク・タイガー隊所属のMSパイロット。19歳。若さ故に感情的になったり、血気に走ってしまう所がある。
機密保持のために、ガレムソンに殺されてしまう。
搭乗したデナン・ゾンは、当初は正体を隠すためにモノアイの偽装が施されていた。

#### ネオ・ジオン残党
7バンチコロニーに隠れ住んでいた。
この時代(U.C.0123年)にはネオ・ジオン軍の生き残りは生きる権利を連邦政府によって保証されており、先述の理由で残党狩りはすでに禁止されている。
レイラ・ラギオール
声：原えりこ
ネオ・ジオン残党の少女。18歳。6年前にガレムソンの残党狩りによって両親を亡くしている。
搭乗機体はギラ・ドーガ、シルエットガンダム。
トキオたちをガレムソンの再来と誤解し、残党村のギラ・ドーガを持ち出して襲いかかる。後に和解し、以後トキオ達と行動を共にする。後にシルエットガンダムに搭乗する。
委員長
ネオ・ジオン残党の代表。アナハイム側のカール達による保護勧告を拒否した。また、かつての同胞であるカールに真相を話した。

### プラモデルシリーズ
- 1/100 RXF-91 ガンダムRXF91（シルエットガンダム）
- 1/100 RXF-91A ガンダムRXF91改（シルエットガンダム改） - 漫画版には登場せず
- 1/100 RX-99 ネオガンダム
- 1/100 RGM-111 ハーディガン
- 1/100 F71B Gキャノン・マグナ
- 1/100 XM-07G ビギナ・ゼラ

### 書誌情報
- 漫画『機動戦士ガンダム シルエットフォーミュラ91』（作画：やすだひろし、1992年 - 1995年、MS SAGA （バンダイ→メディアワークス））
  - 単行本 全1巻完結 （1996年、電撃コミックス（メディアワークス）） ISBN 4-8402-0480-2
  - MS SAGA連載時と単行本ではラストページが異なる。
- 小説『機動戦士ガンダム シルエットフォーミュラ91 IN U.C.0123』第一章 シルエットガンダム編 （著：サンライズ企画部、1992年 - 1993年 模型情報（バンダイ））
  - 未単行本化

## 第二章 クラスターガンダム編
『機動戦士ガンダム シルエットフォーミュラ91』の第二部として企画された。
講談社の雑誌『コミックボンボン 1992年12月号増刊 冬休みジャンボ増刊号』で岩村俊哉による漫画が掲載され、1993年3月に発売されたプラモデル「1/100 クラスターガンダム」にて設定解説された。漫画版とプラモデル取扱説明書のストーリーは大筋では同じだが、漫画版では敵役等にオリジナルキャラクターが登場する。
本作は『機動戦士Vガンダム』の放送が決まったため、『機動戦士ガンダムF91』と『機動戦士Vガンダム』の間をつなぐために急遽設定された作品である。そのため、上記のシルエットガンダム編とは全く異なる話であるにもかかわらず、独立した商品名が与えられておらず、物語も序章で終わっている。
漫画作品は単行本化や再録などは行われていなかったため入手は非常に困難であったが、2006年に講談社コミックス『ガンダム短編集2』にて『機動戦士ガンダム シルエット・フォーミュラ フォーミュラ91の亡霊』のタイトルで初収録された。2024年11月25日にKADOKAWAから刊行された『新装版 機動戦士Vガンダム』の第1巻にも収録されている。

### 物語
地球連邦軍のモビルスーツパイロット、ウォルフ・ライル少尉は、サナリィの命により、ザムス・ガル先頭部分ガル・ブラウの破壊によってバグの脅威が消滅したフロンティアIにコア・ファイターで潜入。サナリィの極秘資料を奪還した。コア・ファイターの中で受けた次の命は暗礁空域にあるプレゼントを受け取り、クロスボーン・バンガードの追撃から脱出するというものだった。
その最中、クロスボーン・バンガードの警備隊に発見され、追撃を受けたウォルフは暗礁空域に到達。そこで発見した物は、なんとクラスターガンダムであった。意を決したウォルフはコア・ファイターとクラスターガンダムを合体させる。クロスボーン・バンガードの警備隊はウォルフのクラスターガンダムをガンダムF91と誤認して総崩れとなり全滅。ウォルフは無事脱出した。
地球連邦軍に帰還したウォルフの報告を受け、ウォルフの上官は、「これからはコア・ファイターそのものがガンダムと呼ばれる時代がくるかもしれない」という予測を立てた。

### 主な登場人物

#### 地球連邦軍
ウォルフ・ライル
連邦軍きっての問題児といわれている腕の良いMSパイロット。階級は少尉。今回の任務はクロスボーンに見つかる前に資料を回収するという難易度の高いミッションであり、並の人間には無理なため抜擢された。身長は低いが身のこなしは軽く、銃の腕前も優れており、ドドンガとの銃撃戦では利き腕を負傷するも二発撃ち込みドドンガを射殺した。また、換装した直後のガンダムF90IIIを乗りこなし、機体を分身させるなどMSパイロットの腕も高い。デス・ガンズを撃退し無事任務を完了させた後はフロンティアIから離脱した。
大佐
ベルファスト連邦軍基地勤務。ウォルフの腕を見込んで、フロンティアIへコア・ファイターでの潜入を命じた。物語の最後は彼の言葉で締めくくられる。
ラウル
ベルファスト連邦軍基地勤務。階級は大尉。ウォルフを任務に就かせた事で大佐を非難した。

#### クロスボーン・バンガード
死神三銃士（デス・ガンズ）
C.V.(クロスボーン・バンガード)の精鋭。銃で当てる部位を賭けにしてゲーム感覚で地球連邦軍の捕虜を殺害する残忍な嗜好、味方にも銃を向ける異常性からクロスボーン軍内からも忌み嫌われ死神扱いされている。三位一体攻撃「トリプルシュート」なる必殺技を持つ(劇中ではドドンガがMS戦前に戦死したため、ダブル・ガンズ・シュートとなった)。
以下の三人が構成メンバーである。
ガンマッド
死神三銃士（デス・ガンズ）の指揮官。階級は少佐。両側頭部にブレード・アンテナを装備した専用のデナン・ゾンに搭乗する。カウボーイの衣装を着用し、葉巻を咥えている。性格は、激昂しているイアン中尉を諌め連携攻撃を提案、ガンダムF90IIIの性能を観察するなど終始冷静だった。銃の腕は、座りながらターゲットである捕虜から最も離れた位置で正確に頭を射抜いたことから、隊内で一番高いと思われる。また、パイロットとしての腕も隊で随一のようで、ガンダムF90IIIの分身をランサーの一振りでかき消すなどウォルフを追い詰めた。最期は、ガンダムF90IIIがコロニーミラーで反射させたビームが、死角から機体の背部に直撃し死亡した。
イアン
デス・ガンズのMSパイロット。階級は中尉。デナン・ゾンに搭乗する。小柄でツインテールでカウガールの衣装を着用している。女性ながら好戦的で残忍であり、ガンダム相手でも、一人で十分だと発言するなど自信過剰な性格。最期はガンダムF90IIIのビーム・バズーカが直撃、機体が爆発し死亡した。
ドドンガ・ドン
デス・ガンズのMSパイロット。階級は中尉。デナン・ゾンに搭乗する。バンダナを着用、厚い顎髭を蓄えてガンマン風の衣装に身を包む。見るからに巨漢な体躯ではあるが、デブと呼ばれると途端に頭に血が上る性質。所持している銃は怒りに任せ乱射すると地形を粉々にする破壊力を誇る。最期は油断したため、ウォルフの銃撃で胸に風穴を2つ開けられ射殺された。

### プラモデルシリーズ
- 1/100 F90Y クラスターガンダム

### 書誌情報
- 漫画『機動戦士ガンダム シルエットフォーミュラ91 IN U.C.0123（クラスターガンダム編）』（作画：岩村俊哉、1992年12月、コミックボンボン1992年12月増刊 冬休みジャンボ増刊号（講談社））
  - 単行本 ガンダム短編集2 『機動戦士ガンダム シルエットフォーミュラ フォーミュラ91の亡霊』（2006年、Gレジェンドコミックス（講談社）） ISBN 4-06-372178-7